# Будинок чоловічої гімназії (Рівне)
Будинок чоловічої гімназії (Рівне) — пам'ятка архітектури національного значення у Рівному. Будівництво тривало протягом 1836—1839 років. Репрезентує рідкісний для міста стиль пізнього класицизму, накладений на особливості первісної функціональної типології (цивільна архітектура, освітня будівля). Стилістичні рішення, не притаманні решті збережених рівненських будівель XIX століття, а також — важлива роль споруди в історії краю, роблять приміщення колишньої чоловічої гімназії одним із найдавніших та найбільш цінних зразків архітектури Рівного, унікальною пам'яткою міської минувшини.
За свою історію споруда встигла побувати вагомим культурно-просвітницьким осередком та адміністративним центром краю. У її приміщеннях розташовувалися Рівненська чоловіча гімназія (згодом — реальне училище), Департамент освіти уряду Директорії УНР, Кураторіум шкільного округу Волинського воєводства міжвоєнної Польщі. Протягом німецької окупації в будівлі знаходилася центральна адміністрація Рейхскомісаріату «Україна» на чолі з Еріхом Кохом, у радянський період тут працював обласний комітет КП(б)У. Із 1975 року споруду передано Рівненському обласному краєзнавчому музею, котрий продовжує функціонувати в її стінах до нашого часу.

## Опис будівлі

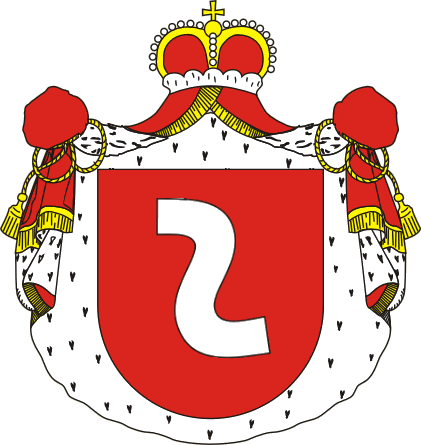
Родинний герб князів Любомирських

### Проектування та зведення
Замовником будівництва був тогочасний власник Рівного — князь Фридерик Вільгельм Любомирський. Починаючи із 1835 року, він прикладав максимум зусиль, щоб домогтися від Київського навчального округу дозволу перевести до Рівного Луцьку гімназію, яка тимчасово розміщувалася у Клевані. Для досягнення цієї мети князь узяв на себе зобов'язання виділити на потреби закладу частину власної землі, повністю профінансувати проектування і зведення усіх необхідних гімназії споруд. Так, на території колишньої паркової зони Любомирських, де було вирішено розпочати будівництво, приміщення оранжереї перепрофілювали на будинок для мешкання учителів. Закладка фундаменту основної будівлі відбулася 11 серпня 1836 року. Присутні на даній церемонії представники будівничої комісії залишили висновок, у якому зазначали, що вибрані для споруди матеріали визнані повністю відповідними вимогам до їх якості. Проте саме будівництво дещо затягнулося через несприятливі погодні умови — літом 1837 року надзвичайно часто йшли дощі і це заважало повноцінному проведенню необхідних робіт. Тож зведення та внутрішнє обладнання головної споруди гімназії повністю завершилося лише 22 липня 1839 року. Проетування та управління будівленими роботами здійснювали придвоний архітектор князів Любомирських Жан Якуб Бургіньйон і Францішек Мєхович — архітектор, технік і педагок, випускник Кременецького ліцею, знаний на Рівненщині як спеціаліст найвищого гатунку.

### Архітектурні особливості

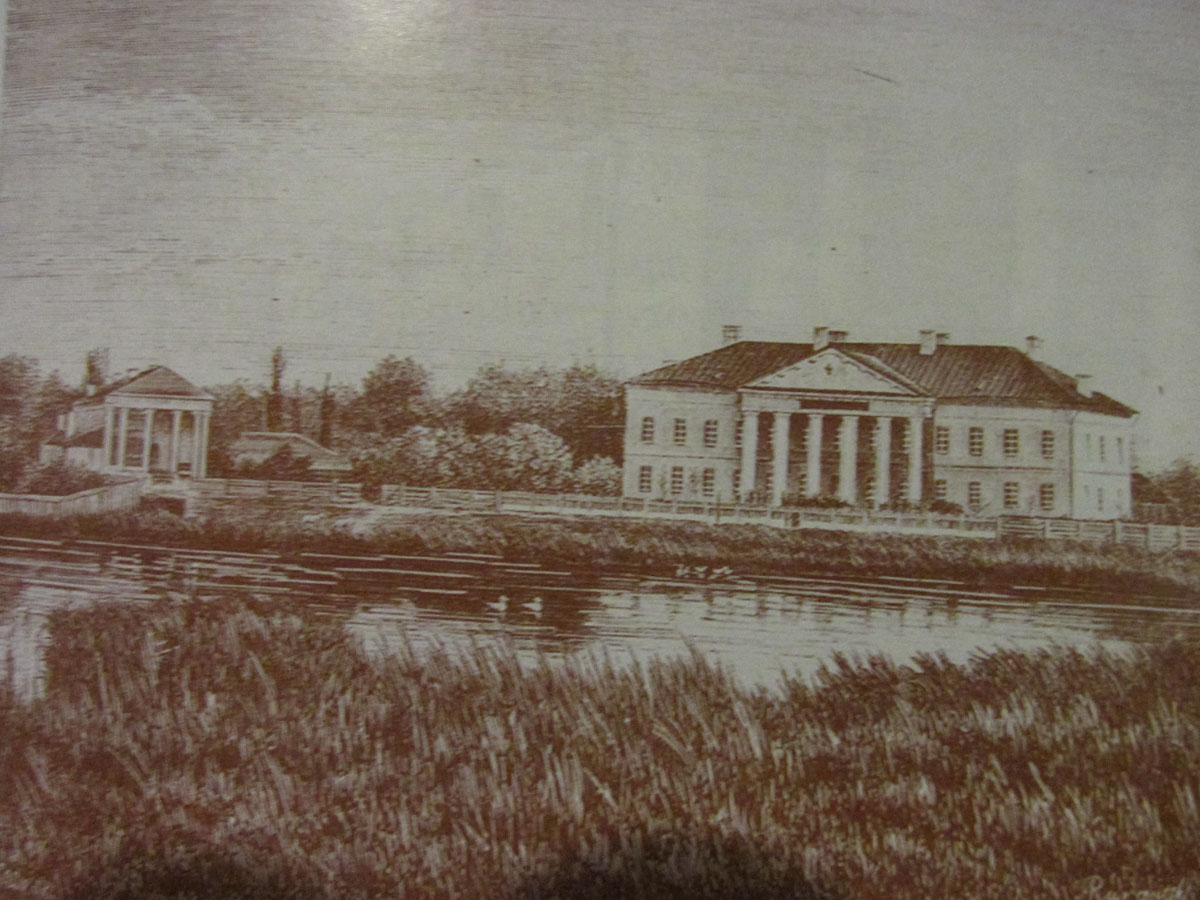
Рівненська чоловіча гімназія у 1872 році

Мурована цегляна будівля, потинькована та прямокутна у плані. Проектувалася у стилі класицизму. Підтвердженням цьому є наступні особливості: симетричні ризаліти по дворовому фасаду, шестиколонний тосканський портик з трикутним фронтоном. Фасади будівлі членовані міжповерховим і вінчаючим карнизом складного профілю. Внутрішнє планування — коридорне, з двобічним розташуванням приміщень. З вестибюлю першого поверху на другий ведуть дерев'яні сходи з балясинами. Організація будівництва Фредериком Любомирським була здійснена із наміром домогтися переведення до Рівного чоловічої гімназії задля сприяння розвиткові міста. Важливим приводом, що міг допомогти у досягненні такої мети, була незручність для ведення навчальної діяльності споруд Луцька та Клевані, у яких вона розташовувалася раніше. Саме тому рівненська будівля мала всі необхідні приміщення для функціонування повноцінного закладу середньої освіти: 10 класних кімнат, зал для урочистих подій, книжковий магазин, фізичний кабінет, інспекційну, кімнату для сторожа та запасну кімнату. Територія, надана для потреб гімназії, також включала в себе мурований будинок під канцелярію, кам'яну оранжерею, пізніше перепрофільовану для проживання вчителів, сад над ставком та петриківську садибу. Також поруч знаходилися болотиста рівнина і гниле водоймище, через що підвальних приміщень споруди не мали — попри проведення перевірки ще до початку будівництва, архітектори побоювалися можливого руйнування, яке могли завдати невиявлені ґрунтові води. Підвали було облаштовано лише після появи бічних прибудов до титульної частини споруди, що були зведені пізніше. Так, у 1857 році завершилася побудова гімназійної каплиці. Потреба у ній виникла через віддаленість від гімназії міських собору та костелу. Римо-католицьку капличку збудували на кошти від добровільних пожертв вихованців, чиновників гімназії та приватних осіб, її освячення відбулося 26 вересня 1857 року. Побудова домової Свято-Преображенську православої церкви для учнів та викладачів розпочалася 1863 року за клопотанням директора гімназії Теодоровича. Початково для неї планувалося виділити місце в учительскому будинку (колишній оранжереї), проте згодом вирішили облаштувати церкву у головній гімназійній будівлі; даний намір вдалося завершити у грудні 1865 року.

За свою історію будівля не зазнала суттєвих перебудов екстер'єру. Натомість, зміна її функціонального призначення із навчально-виховної споруди на адміністративну, а згодом — культурно-просвітницьку, призвела до втрат і переробок інтер'єру пам'ятки. Найважливішими з них є втрата домової Свято-Преображенської церкви, розташованої на першому поверсі та актової зали, історична цінність якої як місця проведення урочистих церемоній, тимчасової резиденції Олександра ІІІ та приймальні Миколи ІІ, була доволі високою. Її розділили на два окремих приміщення. Пізніше у них розміщувалися кабінети радянських можновладців, а у часи нацистської окупації — робоче місце Еріка Коха. Сьогодні у одному з цих залів експонується найцінніша мистецька колекція Рівненського обласного краєзнавчого музею, що включає в себе зразки Волинського професійного іконопису XII—XIX століть. У часи, коли будівлю колишньої гімназії займав обком КП(б)У церкву було знищено, оригінальний вигляд актової зали, окрім уже зазначеного розподілу на два окремих приміщення, було зіпсовано шляхом «прикрашання» стелі ліпниною у стилі соцреалізму. Зазнала змін і територія пам'ятки. Протягом 1950-х поруч з основною будівлею було зведено приміщення готелю для високопоставлених гостей із Києва та Москви, Міського комітету партії. Нині їх займають робочі кабінети музейників та фондосховище. Після передачі споруди Рівненському обласному краєзнавчому музею у 1975 році, було проведено останній на сьогодні капітальний ремонт в ході підготовки до відкриття експозиції, що відбулося 1978 року. Працівники закладу змогли частково виправити шкоду, нанесену комуністами — наприклад, віддерти білу фарбу з дерев'яних гімназійних сходів, повернувши їм автентичний вигляд. Проте повернути усі елементи планування та оздоблення споруди, цінні з історичної та мистецької точок зору, не вдалося — залишилиися ліпнина на стелі, домову церкву не було відновлено. Колишня актова зала також залишилася розділеною.

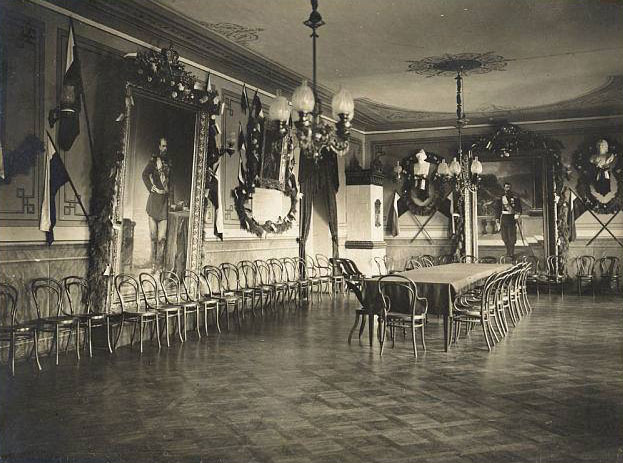
Актова зала Рівненського реального училища у 1913 році.

## Історичне значення

### Освітній осередок краю

І. Кульжинський — перший директор Рівненської чоловічої гімназії

Задум князя Любомирського побудувати в Рівному споруду, спеціально призначену для освітніх потреб, був мудрим і далекоглядним. Отримання можливості розміщення на своїй території такого важливого навчального закладу як чоловіча гімназія позитивно позначилося на розвиткові міста. Для того, щоб надати своїм дітям пристойну освіту, до Рівного починають приїздити представники найрізноманітніших професій. Для того, щоб надати своїм дітям пристойну освіту, до Рівного починають приїздити представники найрізноманітніших професій. Уже протягом першого року функціонування гімназії у ній навчалося 373 учні, а штат педагогічних працівників і управлінських чиновників налічував 22 людини. Таким чином, формується місцева інтелігенція, основу якої початково складають викладачі закладу. Згодом частина учнів та випускників гімназії поповнює лави видатних вчених, літераторів, громадських діячів, пов'язаних з історією міста і краю.
Процес навчання у гімназії систематично приводився у відповідність до імперських вимог та циркулярів, якість викладання регулярно відслідковувалася, проводилися заходи із її підвищення у відповідності до отриманих зауважень та рекомендацій. Зокрема, у звіті інспектора казенних училищ від 1844 року навчальний рівень гімназії в цілому характеризувався як доволі високий, проте ряд отриманих зауваг було одразу прийнятно до відому адміністрацією закладу.
Першими двома директорами Рівненської чоловічої гімназії були відомі педагоги Іван Кульжинський та Гаврило Фовицький. Іван Григорович Кульжинський знаний не лише як непересічний вихователь, що був учителем, зокрема, Миколи Гоголя, Євгена Гребінки, Нестора Кукольника, але і як письменник, історик та етнограф. Саме він, очолюючи гімназію ще у клеванський період, брав активну участь у переговорах із Фридеріком Любомирським про переведення закладу до Рівного, прикладаючи всіх зусилль, аби цей задум удалося втілити в життя.

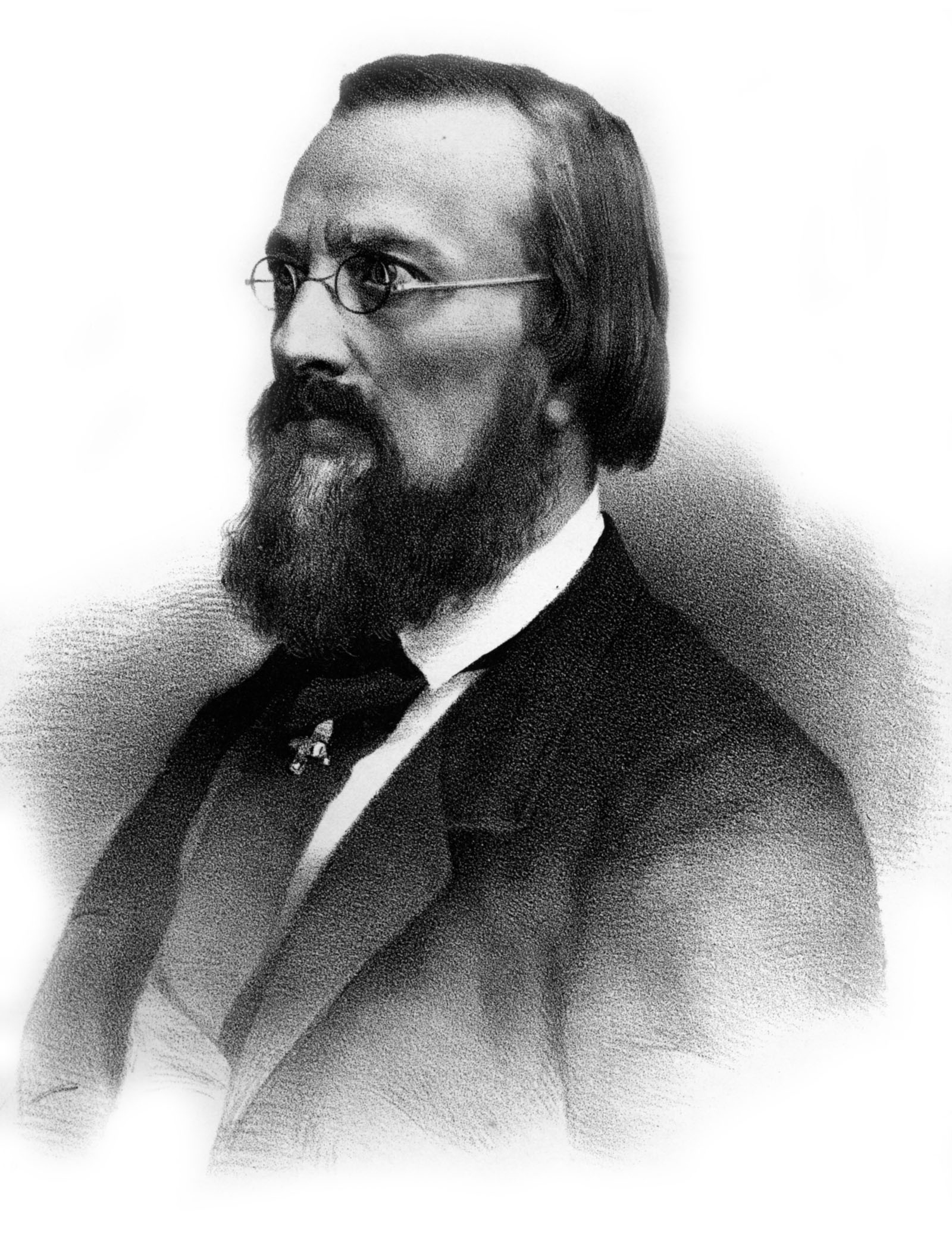
М. І. Костомаров викладав у Рівненській чоловічій гімназії протягом 1844—1845 рр.

Серед викладачів, котрі працювали в цій будівлі, також зустрічаються імена епохальних для історії України особистостей. Видатний історик, член Кирило-Мефодіївського товариства, Микола Іванович Костомаров, викладав у цьому навчальному закладі протягом 1844—1845 років. Перебуваючи в Рівному, він працював над створенням праці, присвяченої Хмельниччині, збирав народні пісні мешканців Волині. Як викладач та науковець, Костомаров залишив про себе добру пам'ять. Навіть після заборони на розповсюдження його праць та прославлення імені російською імперською цензурою, рівненські вчителі лишали про нього схвальні відгуки у своїх публікаціях, а праці не вилучалися з гімназійної бібліотеки через незамінність для навчального процесу. Під час свого перебування на посаді викладача гімназії, Костомаров відмовився від отримання житла чи квартирних грошей за рахунок закладу, на які мали право усі вчителі. Своє проживання у Рівному він оплачував власним коштом, хоча подекуди і опинявся через це у скрутному матеріальному становищі.
Ім'я іншого кирило-мефодіївця — Пантелеймона Куліша, також пов'язане зі вчителюванням у Рівному. Один із найталановитіших письменників України XIX століття, автор першої української фонетичної абетки і першого перекладу усіх книг Біблії українською мовою, Пантелеймон Олександрович, також викладав у гімназії із жовтня по січень 1845 року. І хоча рівненський період життя Куліша був украй коротким, а перебування тут — вимушеним кроком для отримання посади в Києві, його праця на Волині послужилася національній справі, а здобуті тут знання позитивно вплинули на творчий доробок письменника. В Рівному Куліш, спільно з Миколою Костомаровим, вів роботу над створенням збірника місцевих народних пісень, дізнався багато легенд, оповідей про Хмельниччину та Гайдамаччину, що пізніше знайшли своє відображення у його книгах.
У 1860 році Мар'ян Дубецький був учителем польської мови та літератури Рівненської чоловічої гімназії. Польський історик, письменник, педагог, громадяський діяч, національний герой Польщі завдяки своїй активній участі в Січневому повстанні 1863—1864 років, на жаль, через рік втратив цю роботу за свою учать у патріотичній маніфестації.

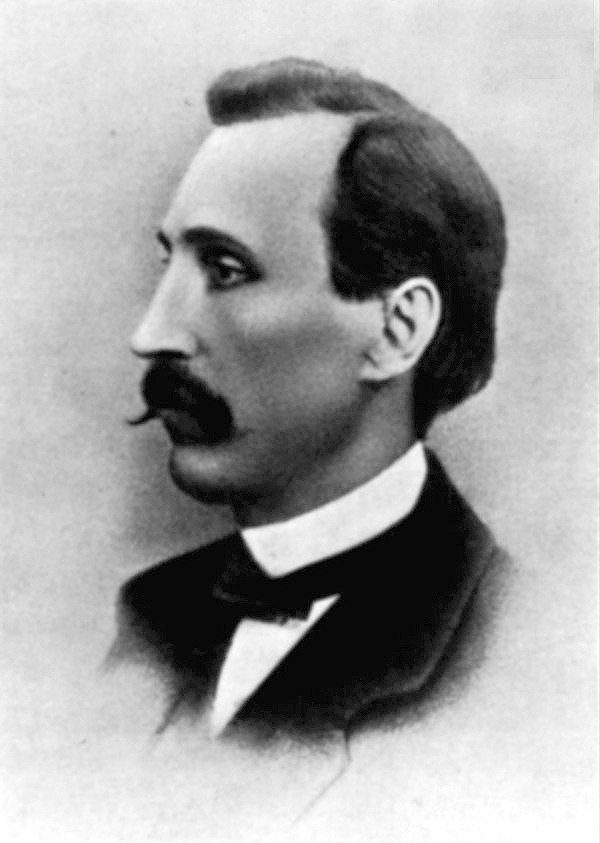
Пантелеймон Куліш працював викладачем гімназії у 1845 р.

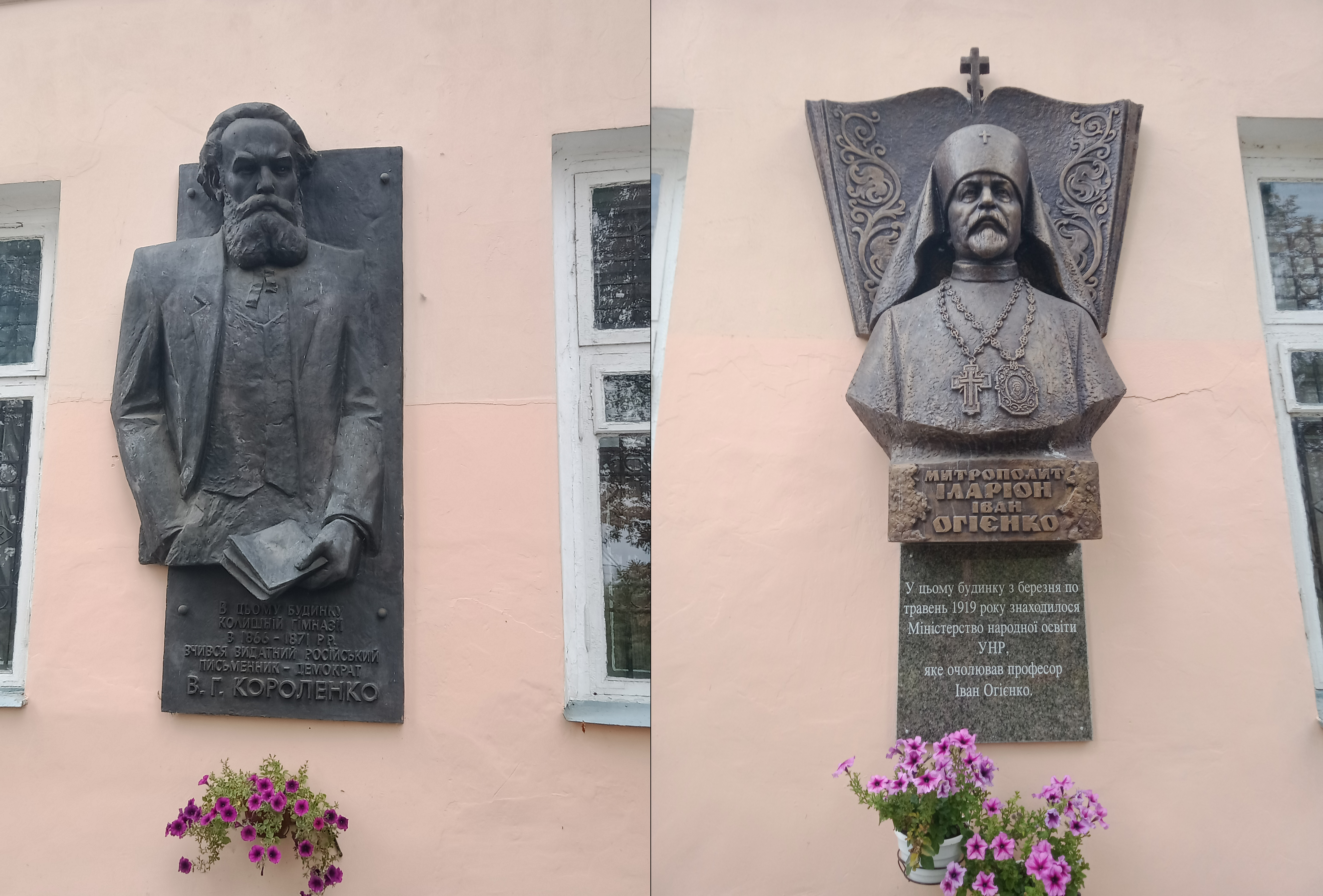
Барельєфи на будівлі колишньої гімназії на честь навчання тут В. Г. Короленка та роботи І. Огієнка міністром освіти.

Ціла плеяда видатних діячів українського, польського, білоруського та російського народів протягом XIX століття здобувала середню освіту у Рівному завдяки цьому навчальному закладові. Російський письменник Володимир Короленко навчався у гімназії впродовж 1866—1871 років. Він закінчив її зі срібною медаллю. Саме протягом періоду свого навчання у Рівному, Короленко загорівся ідеєю розпочати літературну діяльність. У цьому місті прийшла до Володимира Галактіоновича ідея написання свого відомого оповідання «В дурном обществе», включеного до його першої збірки «Очерки и рассказы». Прототипом описуваного в творі містечка Княжьє-Вено стало Рівне, а місця, де розгорталися події, мали свої реальні прототипи — палац Любомирських, капличка тощо. Великий вплив на рішення Короленка стати письменником справив гімназійний вчитель російської словесності Веніамін Авдієв, котрий, всупереч вимогам цензури, ознайомлював своїх учнів із творами заборонених авторів.
Крім того, у XIX столітті тут навчалися:
- Йосип Пачоський — видатний геоботанік, котрий ґрунтовно дослідив флору заповідника «Асканія Нова» та Біловезької пущі, став одним із засновників фітоценології як окремого наукового напрямку;[19]
- Мар'ян Перетяткович — український архітектор, автор та співавтор реалізованих проектів цілої низки духовних та світських споруд у Петрограді, Києві, Москві, інших містах, що на той час входили до Російської імперії. У тому числі залу засідань Державної ради у Маріїнському палаці, Церкви Спаса-на-Водах, Державного музею образотворчих мистецтв імені О. С. Пушкіна;[20]
- Іван Носович — російський архітектор українського походження. За його проектами були, зокрема, побудовані католицький костел у Москві, тріумфальні арки до приїзду Олександра ІІІ в Хабаровську, споруди іригаційної системи Семиріченської області.[21]

Відповідно до вимог освітньої реформи 1864 року в Російській імперії, котра передбачала, зокрема, проведення чіткого розподілу між гімназіями та реальними училищами, радою Рівненської гімназії було проведено 11 засідань, покликаних визначити подальший напрямок розвитку закладу. Врешті решт, більшість голосів віддали за перепрофілювання гімназії на реальне училище і даний процес завершився у 1872 році. Проте навчальний заклад продовжував залишатися одним із найпрестижніших на Волині аж до припинення свого існування. Окружний інспектор, що ревізував училище в квітні 1873 року, у своїй характеристиці підкреслював досвідченість та умілість керівництва і викладацького складу, високий рівень довіри з боку громади.
Лави його визначних учнів протягом ХХ століття поповнив Семен Кузнець — відомий економіст, що після еміграції до США був удостоєний нагородження Нобелівською премією з економіки під іменем Саймон Сміт. Він навчався у Рівному протягом 1910—1915 років. Перша світова війна, на превеликий жаль, поклала край існуванню училища. Ще 1914 року, із наближенням до Рівного лінії фронту, в стінах будівлі планували розмістити військовий шпиталь, проте міська громада, подавши жалобу імператорові Миколі ІІ, котрий перебував у місті, домоглася скасування такого рішення. Однак, управлінська анархія у прифронтовій смузі, спричинена тяжким для Російської імперії перебігом війни, призвела до того, що у 1915 році споруда серйозно постраждала від пожежі, влаштованої під час дебошу розквартированих у Рівному солдатів. Відновленням завданої шкоди влада не зайнялася і навчальний заклад назавжди припинив своє існування.

Проте будівля не перестала виконувати функцію вагомого освітнього осередку Рівненщини. У революційний період, коли місто було тимчасовою столицею Директорії (квітень-травень 1919 року), споруду займав Департамент освіти уряду УНР, очолюваний видатним українським політичним, громадським, церковним діячем, педагогом та перекладачем, а на той період — міністром освіти Іваном Огієнко. З 1922 року і протягом усього періоду перебування Рівного у складі Другої Речі Посполитої в будівлі функціонував Кураторіум (управління) шкільного округу Волинського воєводста. З ним підтримував контакти історик, етнограф Якуб Гоффман, який жив і працював у Рівному з 1923 по 1940 рік. Очолюючи спілку вчителів округу, він з допомогою своїх колег зібрав тисячі цінних експонатів, записав сотні українських пісень та обрядів. Під його керівництвом світ побачили вісім томів «Рочніка Волиньскего» — ґрунтовного науково-освітнього альманаху краєзнавчого спрямування.

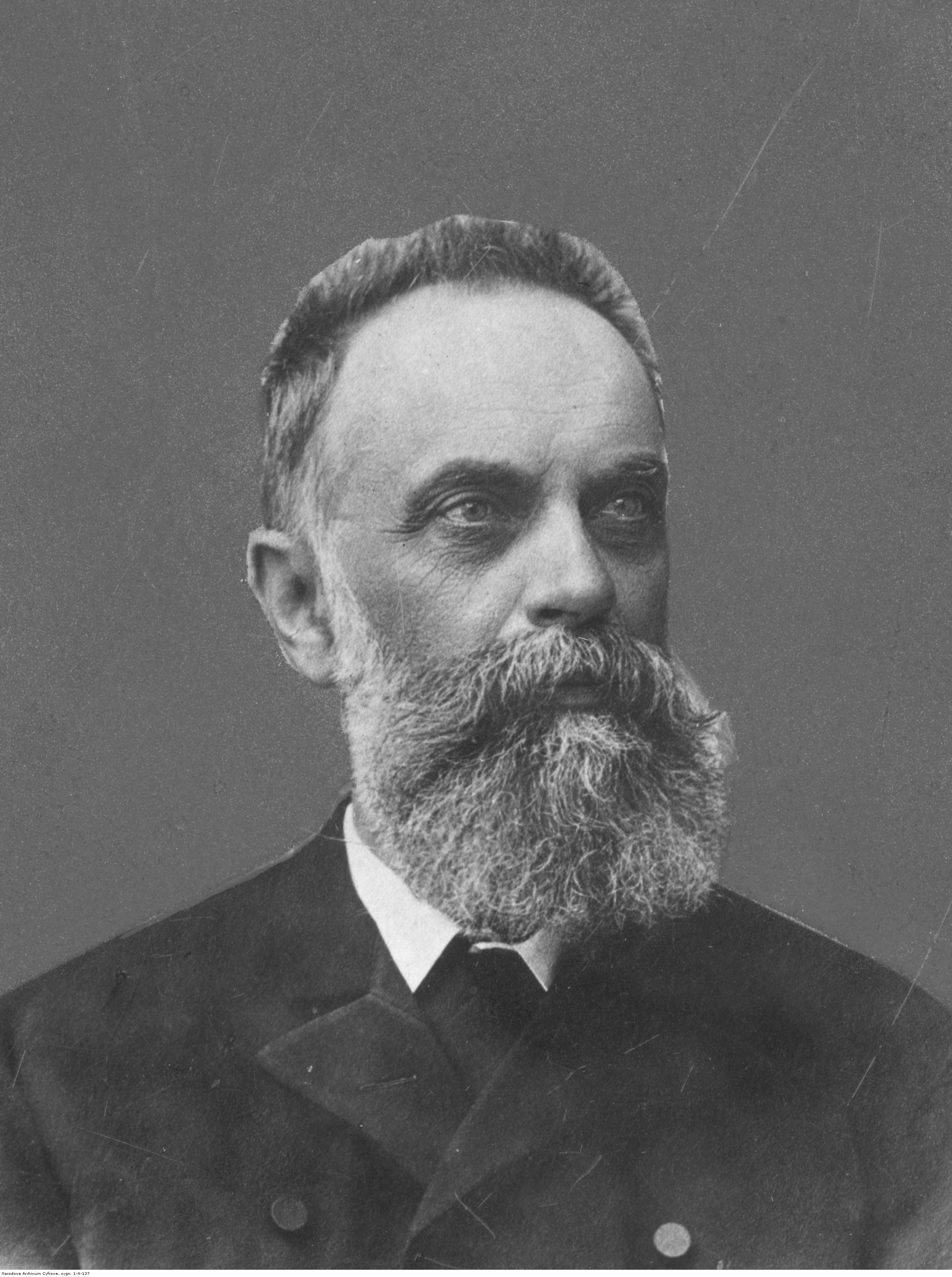
Герой Польщі, історик, Мар'ян Дубецький
Геоботанік Йосип Пачоський
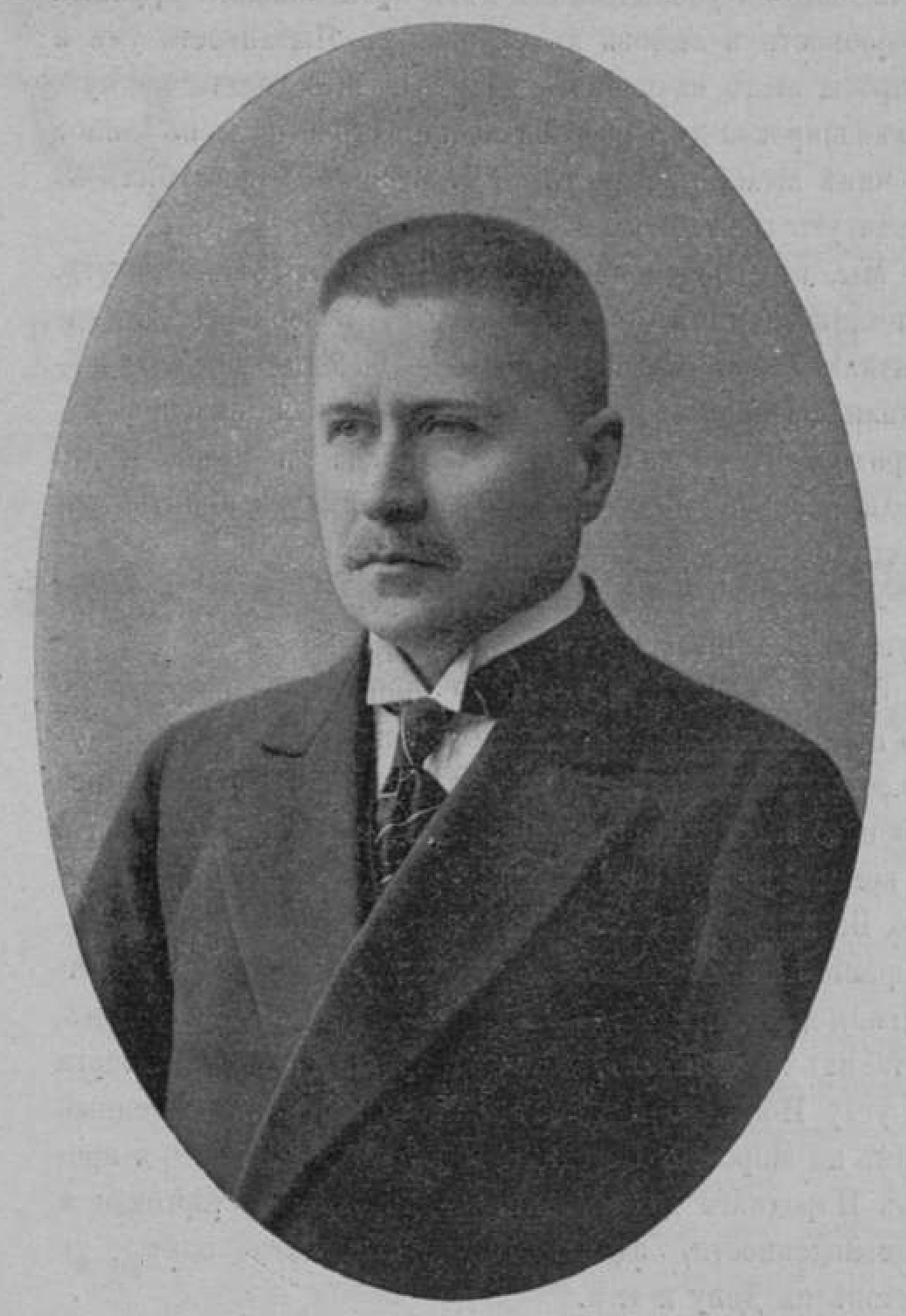
Архітектор Мар'ян Перетяткович
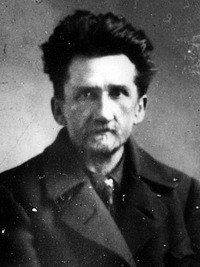
Архітектор Іван Носович
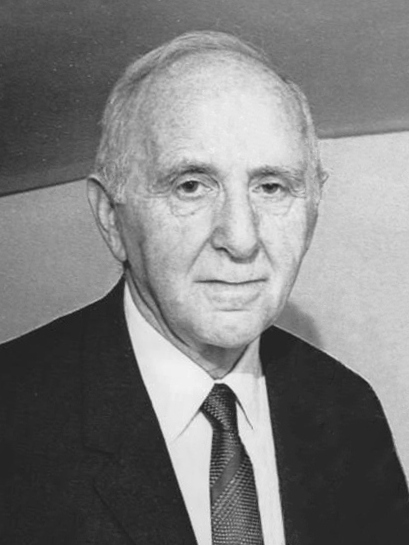
Економіст Саймон Сміт Кузнець

### Адміністративний центр Рівненщини
Після зайняття міста більшовиками восени 1939 року, у приміщеннях колишньої гімназії було розташовано Обласний комітет КП(б)У. Упродовж окупації Рівного нацистами, будівлю займала канцелярія Рейхскомісаріату «Україна», поєднана із резиденцією його очільника — Еріка Коха. У період СРСР активно культивувалися твердження, що радянський диверсант Микола Кузнєцов перебував у споруді, плануючи здійснення замаху на керівника окупованих українських територій. У зв'язку із культом Кузнєцова, пропагованим комуністичною владою, протягом 1978 року в будівлі та на її території проходили зйомки фільму про його діяльність. Після вигнання нацистів із Рівного, до споруди повернувся Обком Комуністичної партії. Зокрема, тут був робочий кабінет, Василя Бегми, що керував радянським підпіллям Рівненщини під час війни, а після її завершення був очільником області. Лише 1975 року Обласний комітет КПУ переведено до більш просторої новоствореної будівлі, де нині функціонує РОДА, а приміщення колишньої гімназії передано Рівненському обласному краєзнавчому музею.

### Рівненський обласний краєзнавчий музей

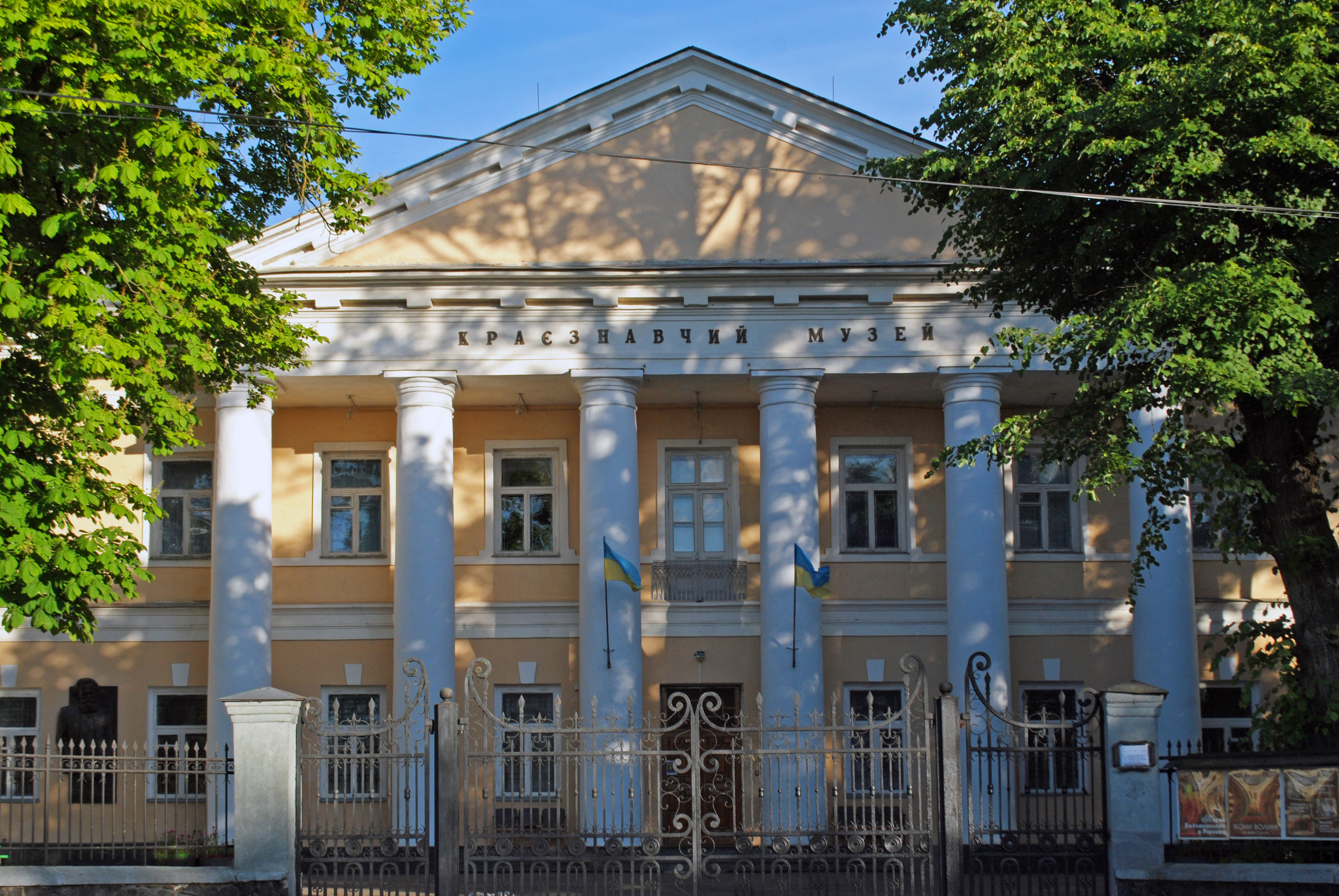
Будівля гімназії сьогодні — Рівненський обласний краєзнавчий музей.

Після передачі споруди Рівненському обласному краєзнавчому музею як головного приміщення для його роботи, зусиллями рівненських музейників тут одразу розпочалися активні ремонтні та реставраційні роботи. Їх метою було збереження тих залишків оригінальних інтер'єрів, котрі не встигли знищити нацисти і більшовицькі можновладці, адаптація будівлі до експозиційної діяльності. Першу експозицію в стінах колишньої гімназії було відкрито у грудні 1978 року. Авторами проекту художнього оформлення музею були художники В. Гвоздинський і Ф. Бобрик, здійснене воно було зусиллями Рівненських художньо-виробничих майстерень Художнього фонду України. Плідна робота із комплектування фондів, науково-методична та культурно-освітня діяльність адміністрації та музейних працівників привела до перетворення закладу у найбільше зібрання предметів матеріальної і духовної культури Рівненщини, важливий культурний та науковий осередок краю. На сьогоднішній день колекції РОКМ налічують понад 140 000 музейних предметів, постійна експозиція налічує 23 зали із матеріалами про історію, мистецтво і природу Рівненської області. На території закладу проводиться велика кількість значимих для міста і України культурних заходів: презентацій робіт відомих вчених, мистецьких діячів, різноманітних фестивалів, найвідомішим серед яких є фольклорно-етнографічне свято «Музейні гостини». Із 1996 року музей щорічно видає збірник наукових праць «Наукові записки Рівненського обласного краєзнавчого музею» та проводить науково-краєзнавчі конференції, до участі в яких запрошуються як місцеві краєзнавці, так і визначні українські науковці.